# Gilles Picard
Pour les articles homonymes, voir Picard.
Gilles Picard, né le 19 mars 1955 à Nancy, est un pilote de moto et copilote de rallyes-raids français vainqueur de Dakar en 1998 aux côtés de Jean-Pierre Fontenay et en 2006 associé à Luc Alphand.

## Biographie
Il débute par le motocross et fait également du trial et de l'enduro dès 1973, puis  il reste pilote moto sur le Paris-Dakar de 1985 à 1992.
En 1993 il devient copilote, engagé par Jean Todt pour  Citroën.
Il dispute le Paris-Dakar sans discontinuer durant près d'un quart de siècle...

## Palmarès (autos)
- Baja España-Aragón: 1996, avec Ari Vatanen sur Citroën ZX Rallye-raid
- Rallye Dakar: 1998, avec Jean-Pierre Fontenay sur Mitsubishi Pajero;
- UAE Desert Challenge: 1998, avec Jean-Louis Schlesser sur Mitsubishi Pajero;
- Baja d'Italie: 1999, avec Kenjirō Shinozuka;
- Baja d'Italie: 2003, avec Hiroshi Masuoka;
- Rallye de Tunisie: 2005, avec Luc Alphand sur Mitsubishi Pajero;
- Baja Portalegre 500: 2005, avec Luc Alphand sur Mitsubishi Pajero;
- Rallye Dakar: 2006, avec Luc Alphand sur Mitsubishi Pajero;
- Abu Dhabi Desert Challenge: 2006, avec Luc Alphand sur Mitsubishi Lancer Evo;
- Rallye Por Las Pampas: 2006, avec Luc Alphand sur Mitsubishi;
- Rallye Por Las Pampas: 2007, avec Luc Alphand sur Mitsubishi;
- Rallye transibérique: 2008, avec Luc Alphand sur Mitsubishi Pajero;

(nb: également 2e de l'UAE Desert Challenge en 2002, et 3e du rallye du Maroc en 2000, les deux avec J-P.Fontenay)

### Résultats au Paris-Dakar
(2 victoires, 9 podiums (dont 5 secondes places), et plus de 40 étapes ou épreuves spéciales remportées)

Motos (8 participations):
- 1985: pilote moto Ligier-Cagiva 150 (12e au classement motard; gagne la 5e étape Tamanrasset-Iférouane et la 13e étape Nema-Tichit);
- 1986: pilote moto Cagiva 150 (18e au classement motard);
- 1987: pilote Cagiva (abandon);
- 1988: pilote Cagiva (abandon);
- 1989: pilote Cagiva (abandon);
- 1990: pilote Yamaha (6e au classement motard; vainqueur de la 5e étape Ghat-Sabha, de la 15e Gao-Tombouctou, et des deux épreuves spéciales de la 18e Tidjikja-Kayes);
- 1991: pilote Yamaha (31e au classement motard);
- 1992: pilote Yamaha (6e au classement motard);

Autos (plus de 15):
- 1993: avec Hubert Auriol sur Citroën ZX Rallye-raid  (vainqueurs de la 11e étape Atar-Atar, et de la 12e étape Atar-Nouakchott; 3es au classement général);
- 1994: avec Hubert Auriol sur Citroën ZX Rallye-raid (vainqueurs de l'épreuve spéciale Agadir-Massa, de l'e.s. Passe du chameau-Zoulou 5, de l'e.s. PK95-Saint Louis, de l'e.s. Boulimit-Atar, de l'e.s. Bir Anzarane-Tan Tan, et de la dernière étape Château de Lastour-Eurodisney; 2es au général);
- 1995: avec Ari Vatanen, sur Citroën ZX Rallye-raid (vainqueurs de la 3e étape Es Rachidia-Ouarzazate, de la 6e étape Es Smara-Aswerd, et de la 7e étape Aswerd-Zouerat; abandon);
- 1996: avec Ari Vatanen, sur Citroën ZX Rallye-raid (vainqueurs de 7 étapes, Nador-Oujda, Oujda-Er Rachidia, Zouerat-Atar, El Mreïti-Tichit, Kayès-Labé, Labé-Tambacounda, et Tambadoua-Lac Rose Dakar (final); 4e au général);
- 1997: avec Salvador Servià, sur Nissan Patrol (6e au général);
- 1998: avec Jean-Pierre Fontenay, sur Mitsubishi Pajero (vainqueurs de 5 étapes, Ouarzazate-Smara, Zouerat-El Mreïti, Gao-Tombouctou, Nema-Tindjikja et Atar-Boutilimit); vainqueurs au général pour les 20 ans de l'épreuve);
- 1999: avec Jean-Pierre Fontenay, sur Mitsubishi Pajero (vainqueurs de 3 étapes, Rabat-Agadir, Mopti-Tombouctou et Nouakchott-Saint Louis; 9e au général);
- 2000: avec Jean-Pierre Fontenay, sur Mitsubishi Pajero (vainqueurs à Sabha-Waw El Kebir et à Dakhla-Dakhla; 3es au général);
- 2001: avec Jean-Pierre Fontenay, sur Mitsubishi Pajero (vainqueurs de l'étape Castelon-Almeria; 6e au général);
- 2002: avec Jean-Pierre Fontenay, sur Mitsubishi Pajero (vainqueurs à Tidjikdja-Tichit; 4e au général);
- 2003: avec Jean-Pierre Fontenay, sur Mitsubishi Pajero (2es au général);
- 2004: avec Hiroshi Masuoka, sur Mitsubishi Pajero (vainqueurs de 4 étapes, Ouarzazate-Tan Tan, Tan Tan-Atar, Tidjikdja-Nema et Tidjikdja-Nouakchott; 2es au général);
- 2005:  avec Luc Alphand, sur Mitsubishi Pajero (vainqueurs à Tidjikdja-Atar;  2es au général);
- 2006:  avec Luc Alphand, sur Mitsubishi Pajero (vainqueurs à Bamako-Labé et à Labé-Tambacounda; vainqueurs au général pour Mitsubishi Motor Sport);
- 2007:  avec Luc Alphand, sur Mitsubishi Pajero (2es au général);
- 2008:  avec Luc Alphand, sur Mitsubishi Pajero (engagés, mais épreuve annulée);
- 2009: avec Luc Alphand, sur Mitsubishi Pajero.
- 2015: avec Cyril Despres, sur 2008 DKR.